# Jack (prise)
Pour les articles homonymes, voir Jack.

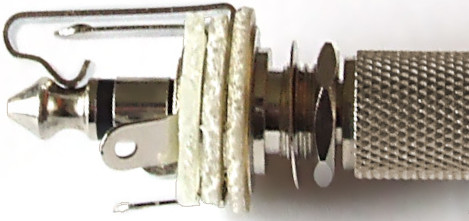
Deux connecteurs jack 6.35 mm appairés.

En électronique, un jack, ou socket, est une prise (un connecteur femelle) et un plug est une fiche (un connecteur mâle). Par une métonymie entrée dans les usages « jack » peut alternativement désigner l'un ou l'autre de ces éléments, fiche ou prise, dans un ensemble de connecteurs appairés.

## Histoire

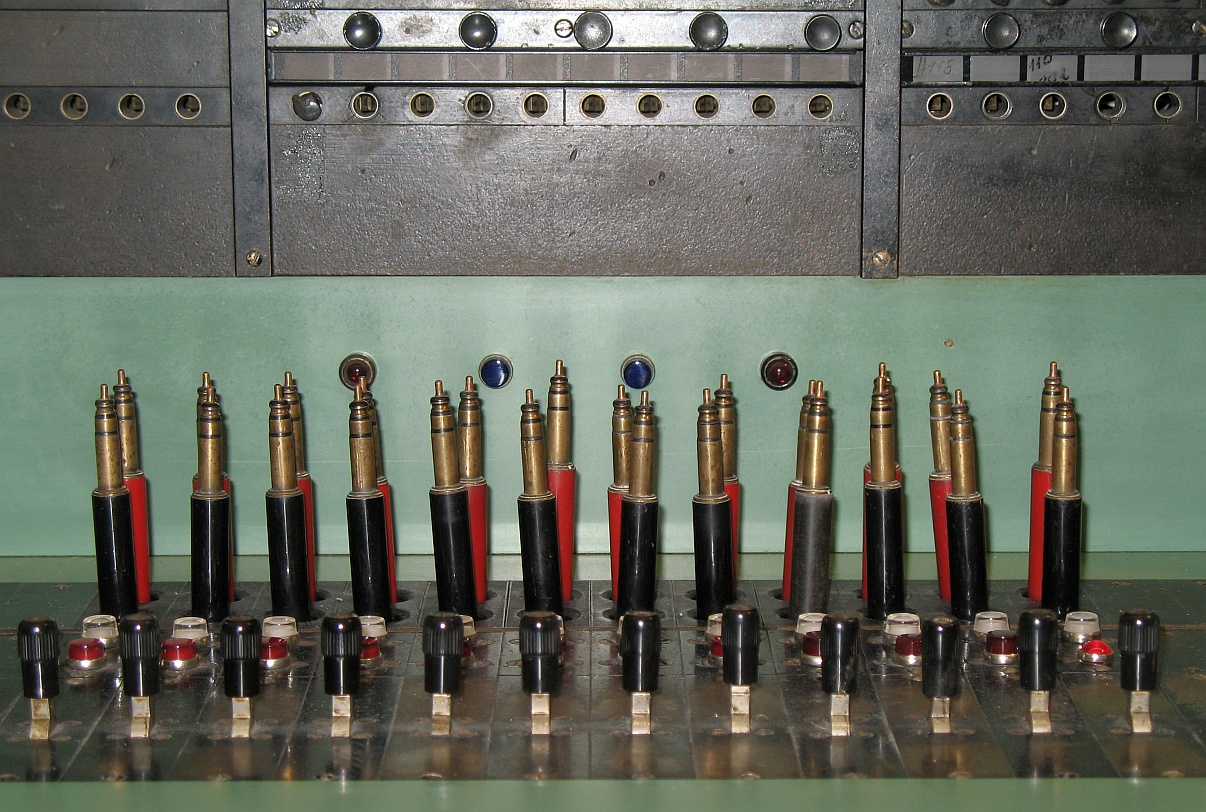
Fiches (plugs) de connexion d'un ancien commutateur téléphonique allemand, basées sur une connectique légèrement différente des fiches standard.

L'invention du connecteur d'un quart de pouce (1/4 ″), usuellement appelé (bien que mâle) « jack de 6,35 mm », remonte à 1877 et à la mise au point des premiers centraux téléphoniques par Tivadar Puskás. Ce connecteur s'impose progressivement comme un standard pour établir une connexion sur une ligne téléphonique. Le contact se fait par deux ressorts métalliques qui pincent le cylindre de la prise. Derrière la pointe, un rétrécissement et un isolant permettent de garder le jack en position dans la prise, et de le ressortir aisément.
Dans les années 2010, ce format de 6,35 mm est encore utilisé pour, notamment, les casques des audiophiles et de studio, les guitares et autres instruments électriques, les amplificateurs et une multitude de matériels audio professionnels, en parallèle avec les fiches et prises au format XLR. Un perfectionnement a été conçu, avec un deuxième anneau d'isolant permettant d'avoir trois points de contacts et ainsi de pouvoir soit transmettre un signal stéréophonique, soit un signal symétrique monophonique.

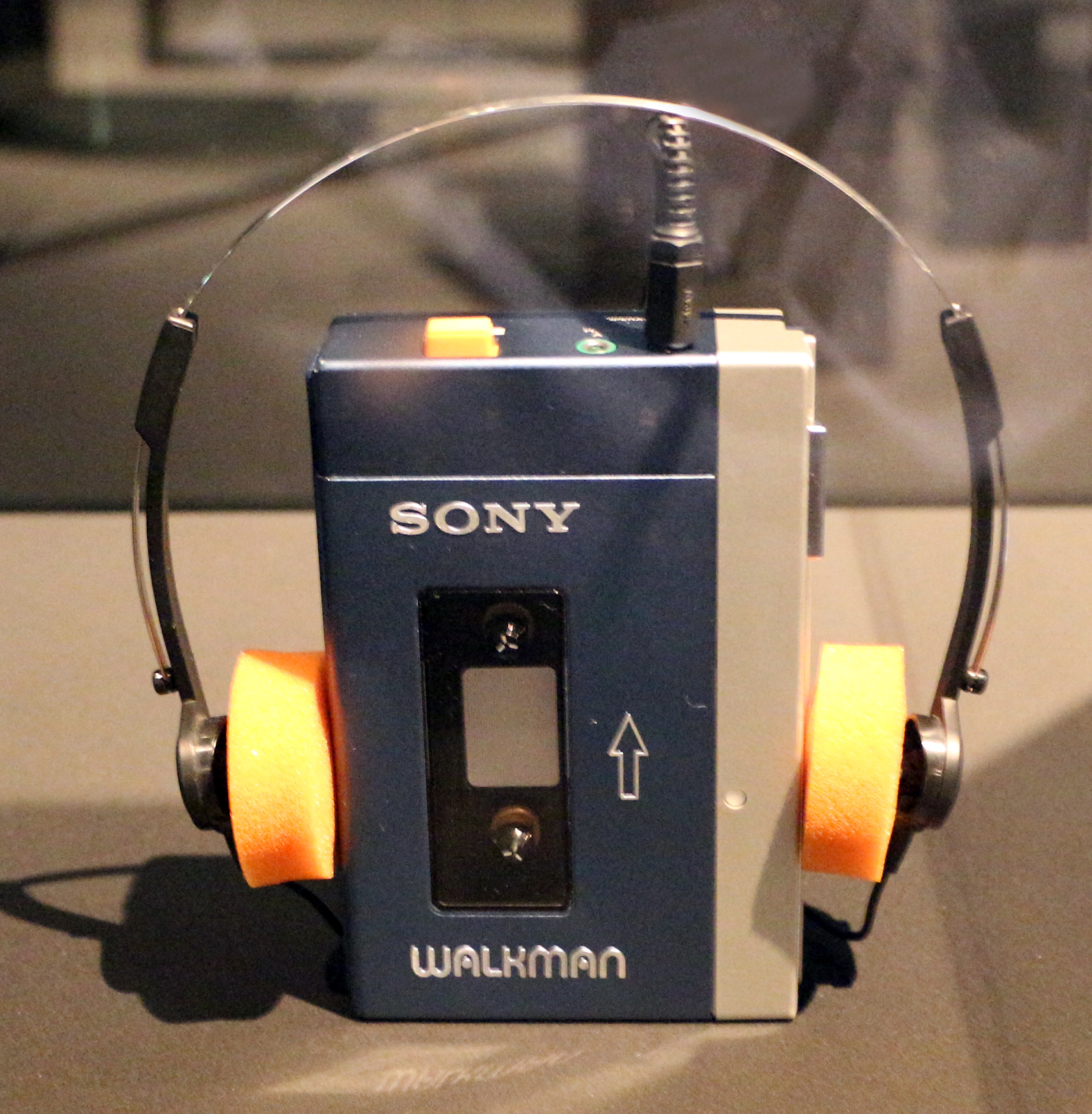
Sony Walkman : le premier baladeur, en 1979, avec un jack (prise) 3.5 mm.

Le jack de 3,5 mm apparaît dans les années 1960. C'est Sony qui est le premier à installer une telle prise sur un de ses produits avec la radio portable EFM-117J, en 1964. Mais ce connecteur (sous forme de plug, mâle, et de jack, femelle) s'impose vraiment pour les écouteurs sur les appareils mobiles, avec le premier Walkman en 1979, introduit à nouveau par Sony. Plus tard, la majorité des cartes son utiliseront ce connecteur qui sera standardisé, sur les couleurs, par Intel et Microsoft dans leur PC System Design Guide PC 2001, et sur le reste par les nombreuses améliorations et coordinations du marché.
Cette prise jack (et la fiche plug correspondante), dans ce format mini, connaît une nouvelle évolution avec les premières caméras numériques, puis avec les smartphones, où son emploi se généralise : la mise en place de quatre zones de contact différentes sur le même cylindre de 3,5 mm de diamètre, permet de faire passer, en plus du son en stéréo, un signal vidéo, celui d'un micro ou d'une télécommande.
En avril 2016, LeEco présente trois smartphones (Le 2, Le 2 Pro, Le Max 2) sans prise mini-jack 3,5 mm, remplacée par un branchement USB Type-C. LeEco considère que l'USB Type-C permet une meilleure qualité audio. En septembre 2016, Apple annonce à son tour un smartphone sans prise mini-jack 3,5 mm : l'iPhone 7. Ce type de connecteur est considéré par Apple comme obsolète, 138 ans après la création de son prédécesseur 6,35 mm. La marque propose pour les casques et écouteurs une alternative sans fil, les AirPods fonctionnant sous Bluetooth. Les réactions sont très divisées sur ce choix brutal,, elle fournit néanmoins jusqu'en septembre 2018 un adaptateur Lightning vers mini-jack 3,5 mm.
En août 2019, Samsung fait le choix de supprimer la prise jack du Note 10 et devient un des derniers smartphones haut de gamme à supprimer la prise jack après OnePlus, Huawei, Google et Apple.

## Types de connecteurs
L'appellation jack est utilisée pour désigner plusieurs types de connecteurs, en versions femelle et mâle d'où confusions, notamment :
- Le jack téléphonique de l'ancien répartiteur téléphonique manuel (standard téléphonique), qui est en fait le plug (fiche) originel de 1/4 ″ (un quart de pouce, soit 6,35 mm) ;
- Les connecteurs de type RJ, tels RJ11, RJ25, RJ45, etc.

Par abus de langage, l'ensemble {fiche + câble} se nomme aussi « jack ». Notamment utilisée dans le monde musical, cette appellation est incorrecte bien qu'entrée dans le langage courant.

### Tailles

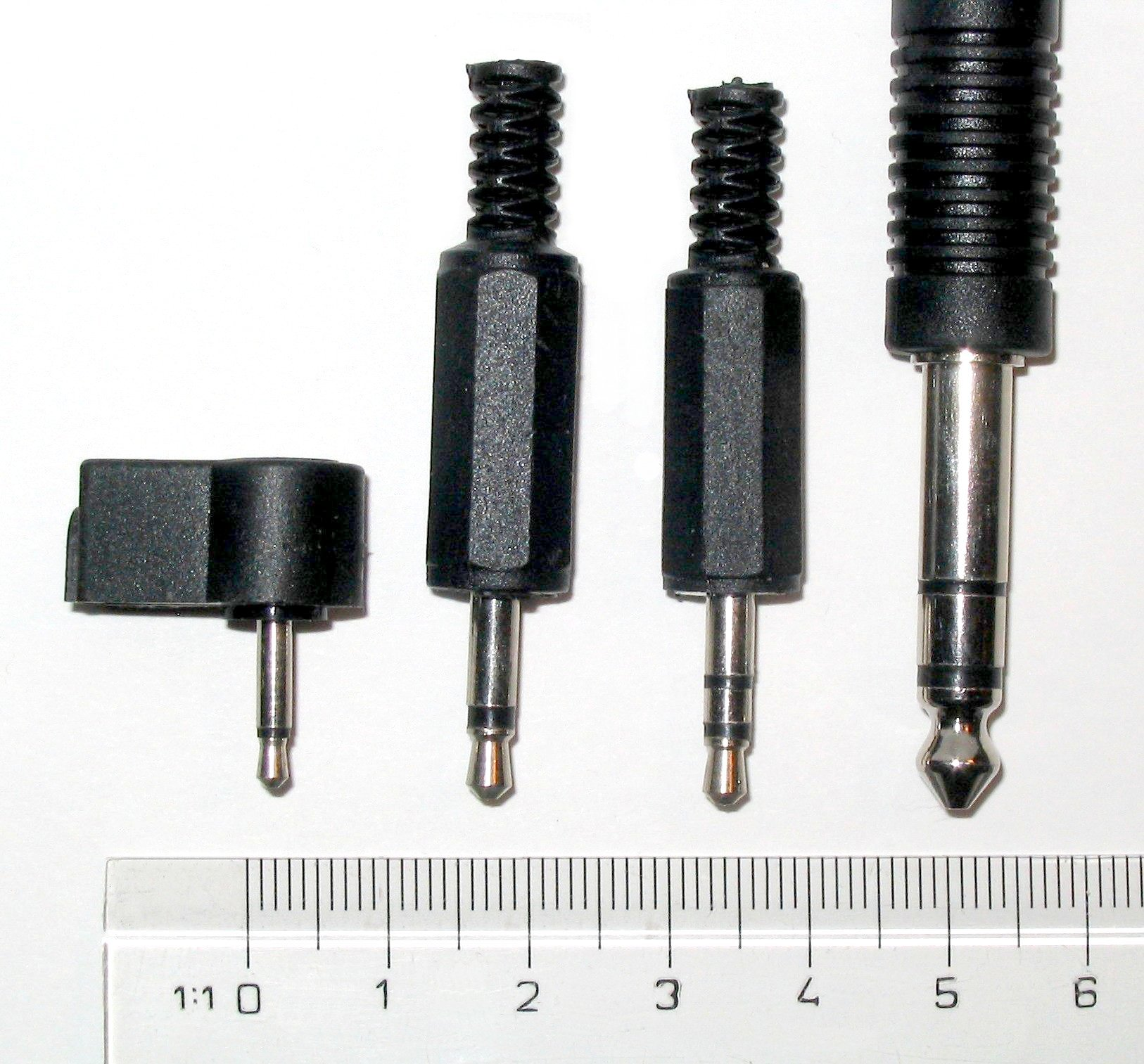
Plugs (fiches, mâles) par ordre croissant : 2.5 mm mono, 3.5 mm mono, 3.5 mm stéréo et 6.35 mm stéréo.

Utilisé avec une taille, le jack est alors normalement la prise qui est appairée à la fiche plug de même dimension, soit par ordre décroissant :
- Jack 1/4 ″ (soit 6,35 mm) ;
- Jack 3/16 ″ (soit 5,23 mm), norme PJ-068 spécifique pour les micros des casques d'aviation ;
- Jack 3,5 mm (miniature) ;
- Jack 2,5 mm (sous-miniature).

Un jack pour casque ou écouteur (où l'insertion du plug provoque usuellement la coupure du signal allant vers les haut-parleurs) ou pour entrée ligne ou microphone (sans coupure HP) fait généralement partie de l'une de ces trois dernières tailles standard de jack (le plus souvent de 3,5 mm), mais l'appellation peut recouvrir d'autres prises utilisées pour cet usage.
Ces trois formats continuent à coexister car leurs avantages sont variés : le jack 1/4 ″, quoique encombrant, est suffisamment robuste pour un usage sur scène (au bout d'une guitare, notamment) et garantit un parfait contact électrique ; les deux autres, moins coûteux et moins encombrants, ont à la suite des standardisations une robustesse moindre mais suffisante pour les usages type PC, et depuis, atteignent des niveaux proches de qualité et fiabilité.

## Points de contact

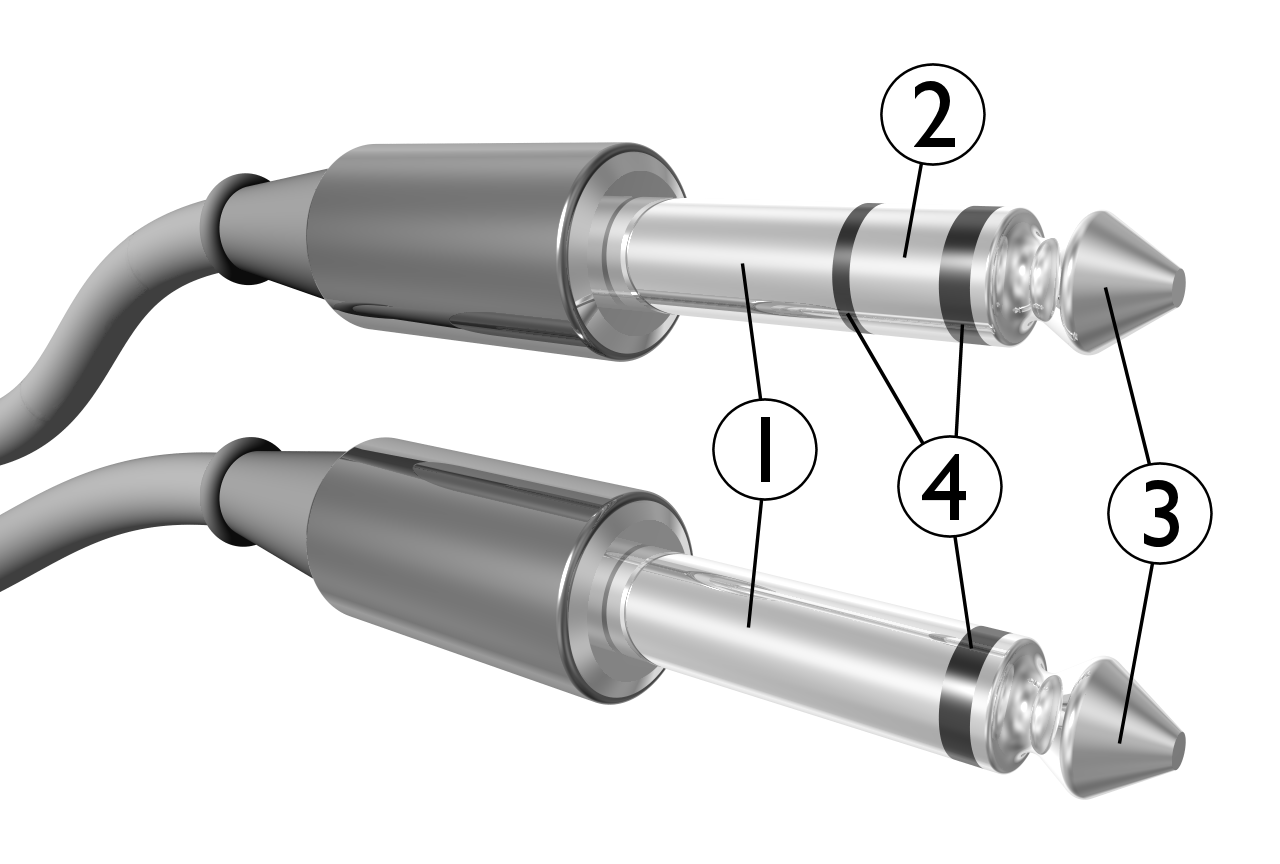
Contacts des plugs. Au-dessus : deux voies stéréo, au-dessous : une voie mono. 4 : Anneaux isolants.

| Type            | 1     | 2                        | 3            |
| --------------- | ----- | ------------------------ | ------------ |
| Mono            | Masse | Absent (ou alimentation) | Signal       |
| Mono symétrique | Masse | Point froid              | Point chaud  |
| Stéréo          | Masse | Canal droit              | Canal gauche |
| Insert          | Masse | Return/retour            | Send/envoyer |

Contacts en 2 points.
Contacts en 3 points.
Contacts en 3 points.
Contacts en 4 points.

### Contacts en 2 points
Le contact 2 points est utilisé pour le transport d'un son monophonique (« mono »), il comporte alors deux contacts : une référence (ou masse, terre, ground - sur le corps du plug) et un signal (sur sa pointe). Ces prises jack (et leurs fiches plug) sont aussi appelées des connecteurs TS pour « Tip, Sleeve » (« Pointe, manchon ») qui sont les deux points d'un jack mono.

### Contacts en 3 points
Les utilisations les plus courantes du plug 3 points (et de son jack) sont :
- Un son stéréophonique (« stéréo »), qui sépare le canal gauche et le canal droit (Pointe : canal gauche ; anneau : canal droit ; manchon : masse) ;
- Une liaison symétrique monophonique comme en XLR (Pointe : point chaud ; anneau : point froid ; manchon : masse) ;
- Pour la fonction « Insert » des tables de mixage professionnelles (Pointe : send ; anneau : return ; manchon : masse).

Ces prises jack sont aussi appelées des connecteurs « TRS » pour « Tip, Ring, Sleeve » (« Pointe, anneau, manchon ») qui sont les trois points d'un jack stéréo. La lettre R sert à retenir le rôle du contact central grâce à l'initiale R des mots anglais « ring », « right » et « return ». Ce connecteur omniprésent et relativement peu encombrant est néanmoins utilisé dans d'autres situations, par exemple pour connecter une pédale d'expression ou des appareils MIDI (cet usage est normalisé par le MMA depuis août 2018),.

### Contacts en 4 points

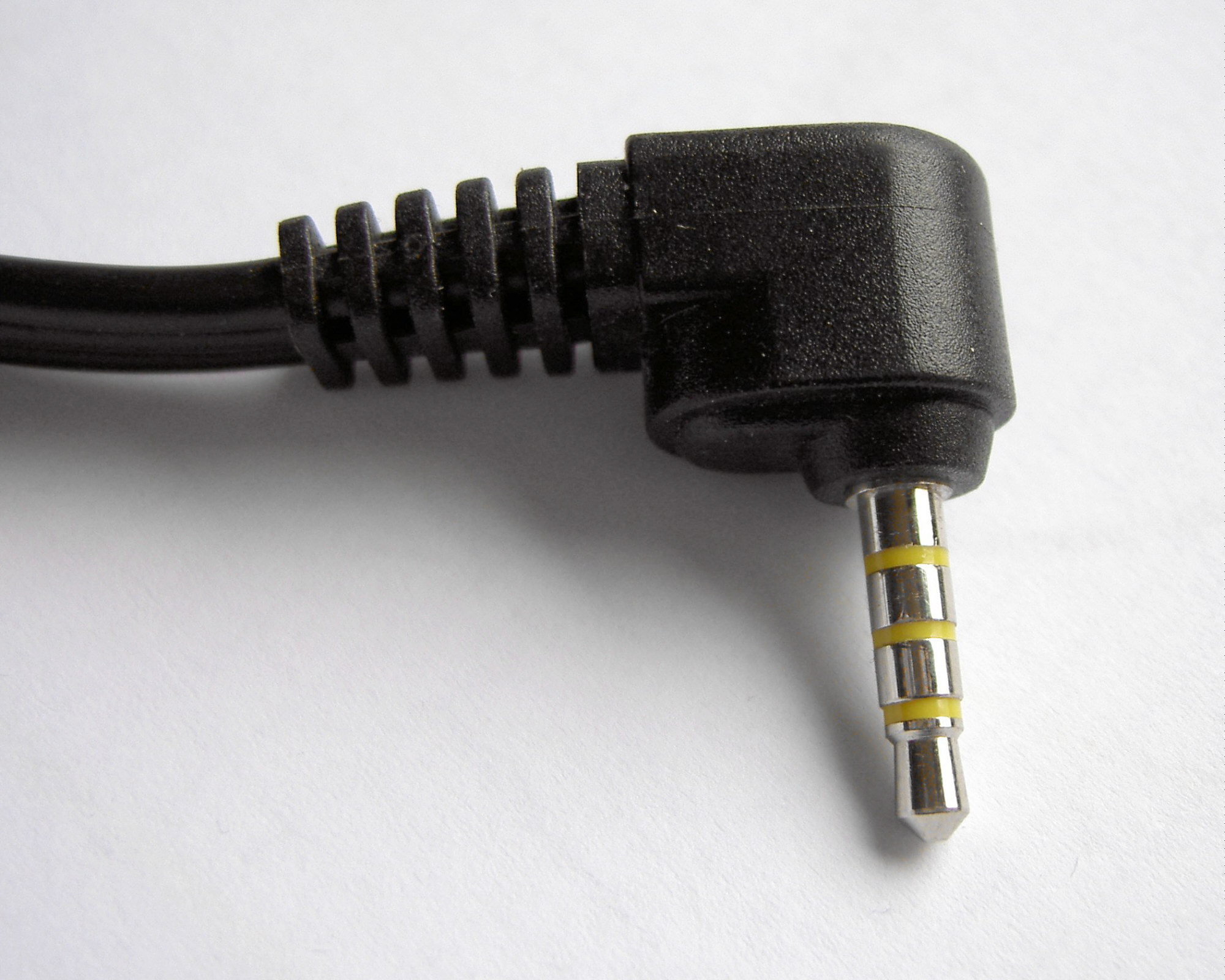
Fiche (plug) stéréo + vidéo, stéréo + microphone ou stéréo + contrôle (4 contacts), utilisée principalement dans les caméras, les enregistreurs ou les baladeurs.

Les fabricants proposent d'ajouter un quatrième point de contact sur ce connecteur. Ils ont alors subdivisé le manchon en deux parties. Ce quatrième contact peut véhiculer de la vidéo dans le cadre d'un câble audio-vidéo, ou le signal d'un micro dans le cadre de micro-casques utilisés notamment dans les téléphones portables. La connectique produite permet de réduire le nombre de connecteurs dans des produits de plus en plus compacts, voire de véhiculer des données supplémentaires en conservant une compatibilité avec des casques stéréo « standards ».
Si au départ, la norme utilisée pour les téléphones était l'OMTP (Open Mobile Terminal Platform), celle qui est maintenant principalement utilisé est la CTIA (Cellular Telecommunications Industry Association) qui inverse l'emplacement de la masse (GND) et du microphone (et de la télécommande). En 2012, le site web Les Numériques indique que « le câble de ces connecteurs est beaucoup moins standard selon les constructeurs, et on obtient à l'écoute toutes sortes de résultats forts disgracieux, d'où l'apparition d'adaptateurs. »
Ces prises jack sont aussi appelées des connecteurs TRRS pour « Tip, Ring, Ring, Sleeve » (littéralement : « Pointe, anneau, anneau, manchon ») qui sont les quatre points d'un jack 4 contacts.

### Contacts en 5 points
Le connecteur TRRRS (Tip-Ring-Ring-Ring-Sleeve) est utilisé dans le rare connecteur Pentaconn 4,4 mm. Cette fiche / fiche casque spécialisée transporte une stéréo symétrique vers des écouteurs compatibles et est câblée comme suit :
- Pointe : audio du canal gauche (polarité positive)
- Anneau : audio du canal gauche (polarité négative)
- Anneau : canal audio droit (polarité positive)
- Anneau : canal audio droit (polarité négative)
- Gaine : terre

D'après la description de l'audio équilibré, il n'y a pas besoin de fil de retour puisqu'il existe un fil de polarité positive et de polarité négative pour se connecter au pilote du casque.

#### Connectique micro-casque
Les différences portent notamment sur l'emplacement de la masse et du signal du micro,,. Ces accessoires disposent parfois de petites télécommandes sur le câble du casque de quelques boutons, parfois même un seul bouton servant à décrocher ou raccrocher le téléphone. Cette télécommande ne requiert pas de broche supplémentaire sur le connecteur, mais peut, dans le cas du bouton unique être effectué par shuntage du micro, lorsque la télécommande comprend plusieurs boutons (par exemple augmenter ou baisser le volume), les boutons shuntent le micro en alignant des résistances de valeurs différentes (par exemple 220 et 600 ohms pour les deux boutons du HTC Hero (en)). Les appareils proposant des prises (femelles) à quatre contacts pour les micro-casques peuvent le plus souvent accueillir aussi des casques sans micro, n'exploitant que des fiches (mâles) à 3 contacts. Les téléphones tels que le Samsung Galaxy S ou l'iPhone détectent la présence ou non d'un micro sur le casque en mesurant l'impédance aux bornes du connecteur du supposé micro et considèrent le micro présent au-delà de 1 600 ohms.
Il existe deux grandes normes CTIA (The Wireless Association) et OMTP (Open Mobile Terminal Platform). La différence se situe au niveau des emplacements de la masse (GND) et du microphone (AUX) qui sont inversés. La norme CTIA devient la plus utilisée. En partant de la pointe on a les signaux suivants : audio gauche, audio droite, masse, microphone.

#### Connectique audio-vidéo
Les différences portent notamment sur l'emplacement de la masse et du signal vidéo.

## Code couleur
Le connecteur jack 3,5 mm devient un standard pour les cartes son de PC, le PC System Design Guide PC 2001 a donc instauré un code couleur servant à différencier le rôle des connecteurs notamment des connecteurs jack.
| Couleur | Couleur | Fonction                                                                                     | Connecteur  | Symbole                                                        |
| ------- | ------- | -------------------------------------------------------------------------------------------- | ----------- | -------------------------------------------------------------- |
|         | Rose    | Entrée audio analogique amplifiée pour microphone (mic).                                     | Jack 3,5 mm | Un microphone.                                                 |
|         | Bleu    | Entrée audio analogique stéréo auxiliaire (line-in).                                         | Jack 3,5 mm | Une flèche vers un cercle.                                     |
|         | Vert    | Sortie audio analogique stéréo pour haut-parleur ou casque (line-out ou frontal).            | Jack 3,5 mm | Une flèche sortant d'un cercle vers une vague de son.          |
|         | Gris    | Sortie audio analogique stéréo pour les enceintes panoramiques (panning ou latéral).         | Jack 3,5 mm | Deux flèches sortant horizontalement de deux vagues dos à dos. |
|         | Noir    | Sortie audio analogique stéréo pour les enceintes arrière (surround ou arrière).             | Jack 3,5 mm | Deux flèches sortant horizontalement.                          |
|         | Orange  | Sortie audio analogique pour l'enceinte frontale et le caisson de basse (central/subwoofer). | Jack 3,5 mm | Deux flèches sortant verticalement.                            |